# Gerald Ford
Gerald Rudolph Ford, Jr. (14. července 1913 Omaha, Nebraska – 26. prosince 2006 Rancho Mirage, Kalifornie, vlastním jménem Leslie Lynch King Jr.) byl 40. viceprezidentem Spojených států amerických (1973–1974) a 38. prezidentem Spojených států amerických (1974–1977). Je jediným prezidentem Spojených států, který se dostal do úřadu, aniž by byl zvolen buď jako prezident, nebo viceprezident. Poté, co v roce 1973 rezignoval na svou funkci viceprezidenta Spiro Agnew, byl Ford navržen prezidentem Richardem Nixonem na uvolněnou funkci a obě komory Kongresu jej schválily. Když 9. srpna 1974 prezident Nixon rezignoval, převzal Ford prezidentský úřad. Jako svého viceprezidenta si Ford vybral Nelsona Rockefellera, který je, spolu s ním, jediným viceprezidentem, který svou funkci nezískal ve volbách.

## Mládí
Narodil se 14. července 1913 v Omaze, jeho rodiče se rozešli, když mu bylo pouhých 16 dní. Otec měl jeho matku bít, Ford údajně svým přátelům řekl, že otec začal bít jeho matku během líbánek, když se usmála na jiného muže. Jeho matka se s ním přestěhovala za svou sestrou a později za prarodiči. Později se provdala za  Geralda Rudolfa Forda, po kterém se přejmenoval. Byl skautem, atletem a také kapitánem fotbalového týmu.
Navštěvoval Michiganskou univerzitu a Yale Law School. Pracoval též jako model. I zde se věnoval sportu a odmítal zapojení USA do druhé světové války, podepsal dokonce petici za prosazení zákona o neutralitě z roku 1939. Do politiky vstoupil v roce 1940, kdy pracoval pro republikánského kandidáta na prezidenta Wendella Willkieho.

## Námořnictvo
Po útoku na Pearl Harbor se přihlásil k námořnictvu. Obdržel hodnost praporčíka. Jako asistent navigátora na letadlové lodi USS Monterey (CVL-26) se účastnil například bitvy ve Filipínském moři a dalších operací. Loď nebyla poškozena Japonskem, ale zasáhl ji tajfun Cobra. Ten poškodil třetí flotilu, která přišla o tři torpédoborce a přes 800 mužů. Samotnou letadlovou loď USS Monterey (CVL-26) zachvátil požár, ten se však podařilo uhasit. Monterey byla po požáru prohlášena za neschopnou služby. Do civilu byl se ctí propuštěn po konci války.

## Sněmovna reprezentantů (1949–1979)
Ford byl po odchodu z námořnictva aktivní v politice. Příznivci jej vyzývali, aby kandidoval místo Bartela Jonkmana, což Ford udělal. Válka také změnila jeho pohled na svět. "Vrátil jsem se jako konvertovaný internacionalista," napsal Ford, "a samozřejmě náš kongresman v té době byl zapřisáhlý, oddaný izolacionista. A myslel jsem, že by měl být nahrazen. Nikdo si nemyslel, že bych mohl vyhrát. Nakonec jsem vyhrál dva ku jedné." Během kampaně za své zvolení do Sněmovny reprezentantů v roce 1948 chodil za voliči do továren či na statky a farmy. 
Nakonec ve Sněmovně reprezentantů strávil 25 let. Na začátku roku 1950 odmítl kandidovat na guvernéra Michiganu či do Senátu, jeho ambicí se spíše stalo být předsedou sněmovny. Po problémech republikánů v roce 1964 se stal v roce 1965 vůdcem menšiny ve sněmovně reprezentantů. Kritizoval Lyndona Johnsona za válku ve Vietnamu, ten o něm prohlásil: "Jerry Ford je tak hloupý, že nemůže prdět a žvýkat žvýkačku zároveň." Tisk, zvyklý na Johnsonovu hrubost a nutnost po něm věty upravovat tak, aby byly slušné, napsal toto:  "Gerald Ford nemůže chodit a žvýkat žvýkačku zároveň." Situace republikánů se postupně začala zlepšovat.

### Warrenova komise
Prezident Johnson jmenoval Forda do Warrenovy komise, skupiny která měla vyšetřit atentát na prezidenta Kennedyho. Ford byl pověřen přípravou biografie údajného atentátníka Lee Harwey Oswalda. Ford a Earl Warren také dělali výslech s Jackem Rubym, který zastřelil Oswalda. Ford měl být po celou dobu vyšetřování v kontaktu s FBI. Sám Ford však výsledky vyšetřování obhajoval a odmítal konspirační teorie o atentátu na Kennedyho.

## Viceprezident
Ve volbách v roce 1972 byl za viceprezidenta zvolen Spiro Agnew. Ten ale musel kvůli daňovým únikům rezignovat a na jeho místo byl dosazen Gerald Ford, který byl oblíben pro své slušné a milé vystupování, což se nepříliš populárnímu Nixonovi hodilo. Nicméně kvůli aféře Watergate musel Nixon rezignovat, Ford se tak nestihl přestěhovat ani do sídla viceprezidenta.

## Prezident

### Milost pro Nixona
Brzy poté, co se ujal úřadu prezidenta, udělil Ford svému předchůdci Richardu Nixonovi milost, která zabránila jeho případnému stíhání za zločiny, které mohl spáchat během svého prezidentství, především v souvislosti s aférou Watergate. Toto své rozhodnutí zdůvodňoval tím, že to bylo v zájmu země, byl však za ně velmi kritizován a někteří komentátoři tvrdí, že bylo jednou z příčin Fordovy porážky v prezidentských volbách v roce 1976.

### Zahraniční politika

#### Mayguezský incident

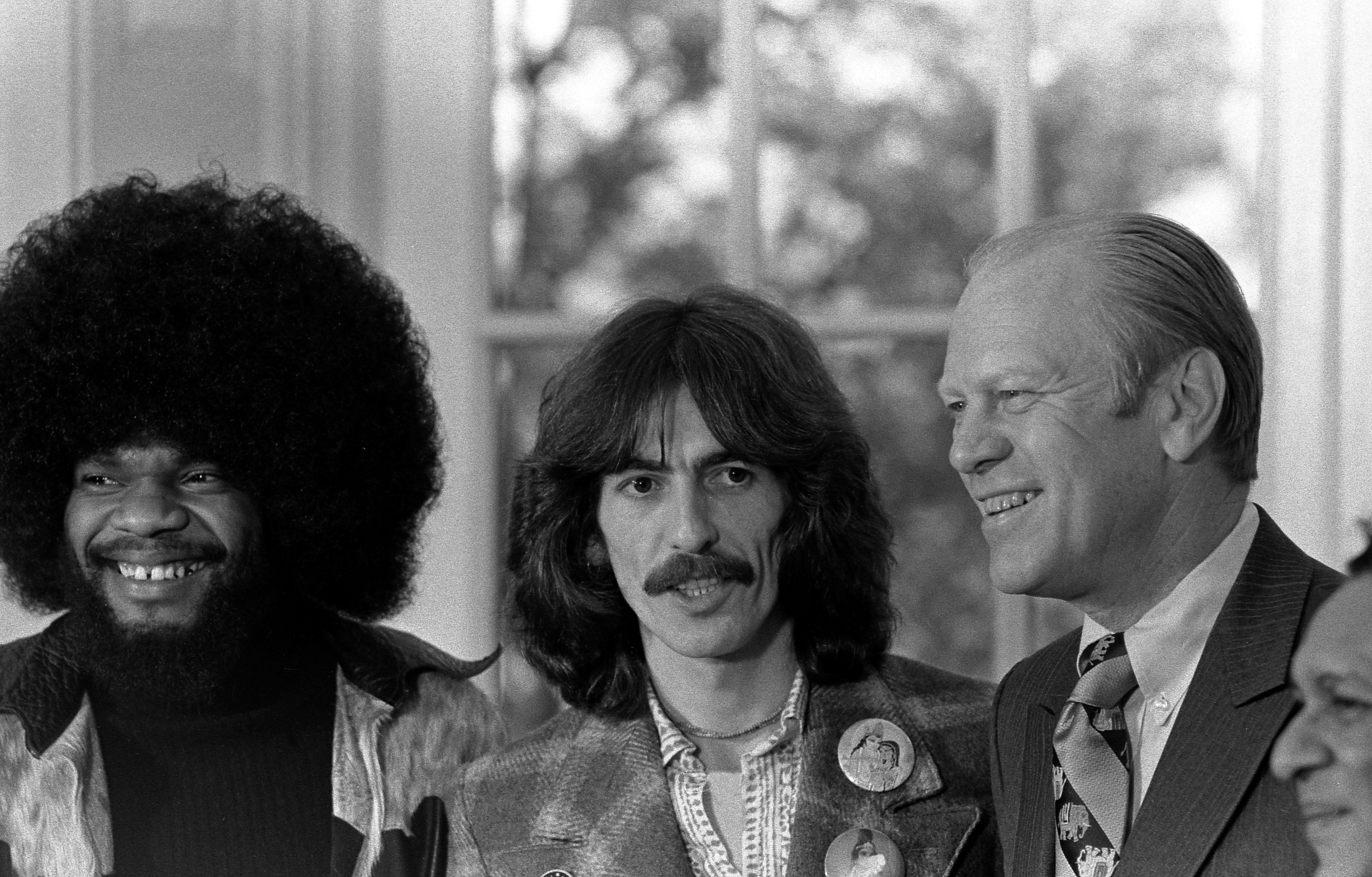
Billy Preston, George Harrison, Gerald Ford a Ravi Shankar v Bílém domě, 1974

Ford musel v květnu 1975 čelit vážné zahraničněpolitické krizi. Poté, co se v Kambodži dostali k moci Rudí Khmérové, podařilo se jim v mezinárodních vodách zajmout americkou obchodní loď Mayaguez. Ford vyslal armádní jednotky, aby zachránily zajaté Američany. Jenže vojáci se vylodili na špatném ostrově a tam narazili na neočekávaně tuhý odpor. Přibližně ve stejnou dobu byli propuštěni zajatí námořníci, o čemž ovšem v tu chvíli Američané nevěděli. Během bojů bylo raněno asi 50 mužů a 41 zahynulo. Předpokládá se, že padlo přibližně 360 khmérských vojáků.

#### Stažení zVietnamu
Za Fordova prezidentství se také Američané definitivně stáhli z Vietnamu, když ve dnech 29. dubna a 30. dubna 1975 evakuovali svou ambasádu v Saigonu.

#### Indonéská invaze na Východní Timor

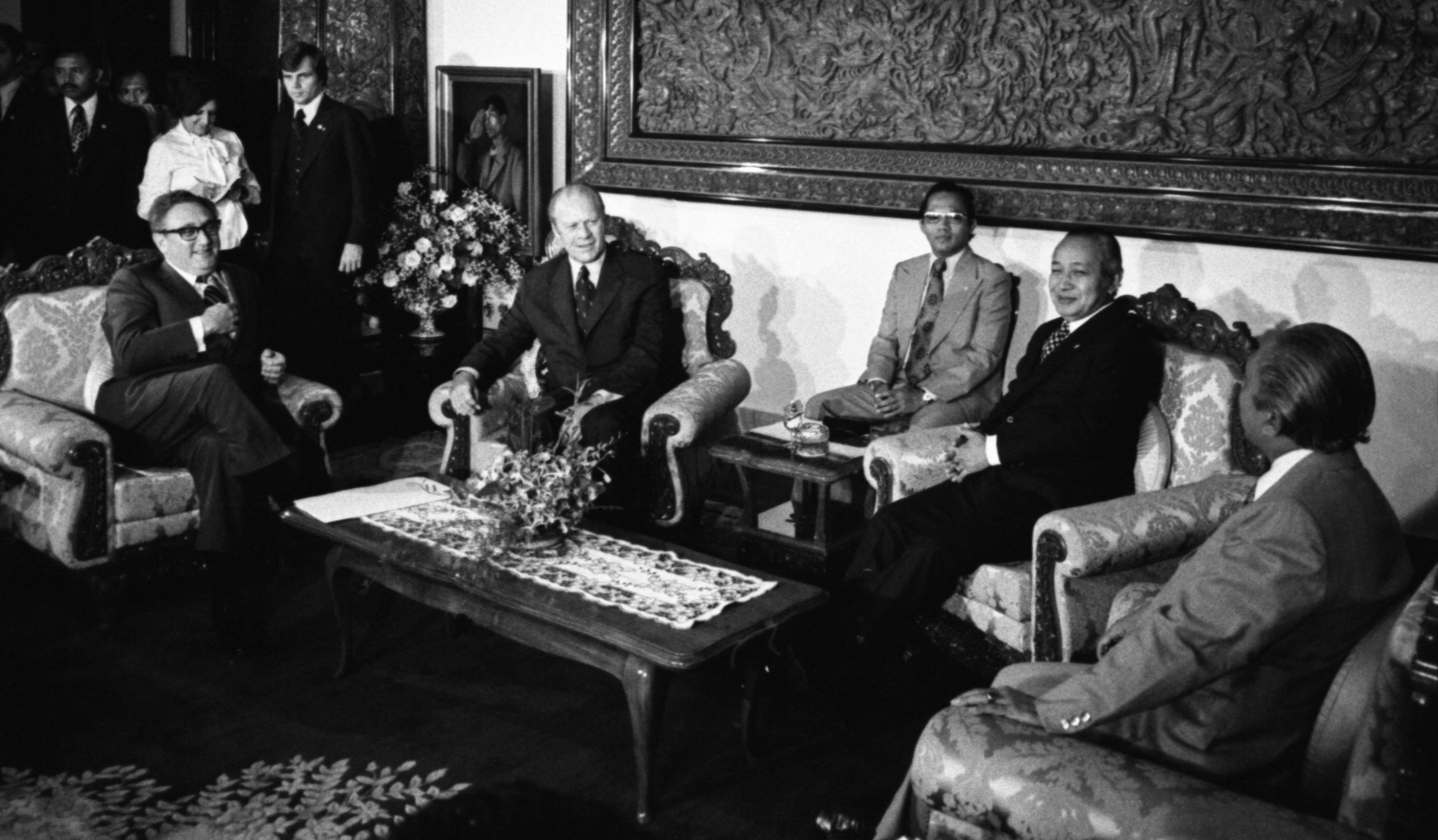
Ford, indonéský prezident Suharto a americký ministr zahraničí Henry Kissinger v Jakartě 6. prosince 1975

V prosinci 1975 se indonéský prezident Suharto setkal s Fordem a americkým ministrem zahraničí Henry Kissingerem v Jakartě, kde diskutovali o plánované indonéské invazi na Východní Timor. Ford i Kissinger dali jasně najevo, že vztahy USA s Indonésií zůstanou i nadále pevné a proti invazi a anexi Východního Timoru nebudou mít žádné námitky.

### Pokusy oatentát
První atentát na Geralda Forda se odehrál dne 5. září 1975 ve státě Kalifornie pokusila útočnice Lynette Frommeová, zbraň však selhala a ochranka útočnici následně přemohla.
Druhý atentát na Geralda Forda se stal 22. září 1975 ve městě San Francisco (stát Kalifornie). Pokusila se o něj Sara Jane Mooreová, která dvakrát vystřelila, v davu lidí však minula.
Obě útočnice byly následně odsouzeny na doživotí (a pár let po Fordově smrti propuštěny).

### Administrativa
Ford zdědil Nixonův kabinet, vyjma ministra zahraničí Kissingera a ministra financí Simona, Ford vyměnil celý kabinet. Velká změna kabinetu na podzim 1975 se nazývá "Halloweenský masakr."

### Porážka ve volbách 1976
Ford kandidoval na prezidenta ve volbách v roce 1976, ale porazil jej demokrat Jimmy Carter. Zemřel 26. prosince 2006 ve věku 93 let.

## Exprezident
Jeho nástupce Jimmy Carter mu v inauguračním projevu poděkoval za vše, co udělal pro Ameriku. S Carterem se později Ford spřátelil. Uvažoval i o tom, že bude kandidovat na prezidenta v roce 1980 místo Ronalda Reagana, kterému vyčítal příliš silný konzervatismus. Nicméně od svého nápadu upustil a Reagana podpořil. V říjnu 2001 se rozešel s konzervativními republikány když prohlásil, že s homosexuálními páry:  "by se mělo zacházet stejně. Tečka." Kritizoval prezidenta Bushe za invazi do Iráku.

## Manželství sBetty Fordovou
V roce 1948 si vzal Elizabeth Ann Bloomerovou Warrenovou, kterou Američané nazývali Betty Fordová. Ta v roce 1974 podstoupila operaci rakoviny prsu. O své nemoci otevřeně hovořila. Stejně tak se zmiňovala o svém boji s alkoholem a opiáty. Betty Fordová zemřela 8. července 2011. Spolu měli dceru Susan Ford, která byla aktivní jako spisovatelka, fotoreportérka a předsedkyně představenstva Betty Ford Center proti zneužívání alkoholu a drog.

## Veřejný obraz

G. Bush, G. Ford a B. Ford

Ford byl jediný prezident, který zastával prezidentský úřad, aniž by byl zvolen prezidentem nebo viceprezidentem. Kongres jeho nominaci schválil díky tomu, že byl považován za slušného a upřímného. "Za celá ta léta, co jsem seděla ve sněmovně, jsem nepoznala pana Forda, že by učinil nečestné nebo zavádějící prohlášení. Nikdy jsem ho neslyšela pronést nelaskavé slovo," řekla Martha Griffithsová. 
Důvěra, kterou v něj americká veřejnost měla, byla vážně pošpiněna jeho omilostněním Richarda Nixona.  
Navzdory svým sportovním výsledkům a pozoruhodným kariérním úspěchům získal Ford pověst nemotorného, sympatického a prostoduchého obyčejného člověka. Incident z roku 1975, kdy zakopl při výstupu z Air Force One v Rakousku, byl opakovaně parodován Chevy Chasem v Saturday Night Live, díky čemuž se ještě upevnila jeho image fyzicky nešikovného člověka. 
Ford byl ztvárněn ve dvou televizních filmech a seriálech, zaměřených na jeho ženu Betty Fordovou. Byl to životopisný televizní film z roku 1987 The Betty Ford Story a televizní seriál z roku 2022 The First Lady. 

## Galerie

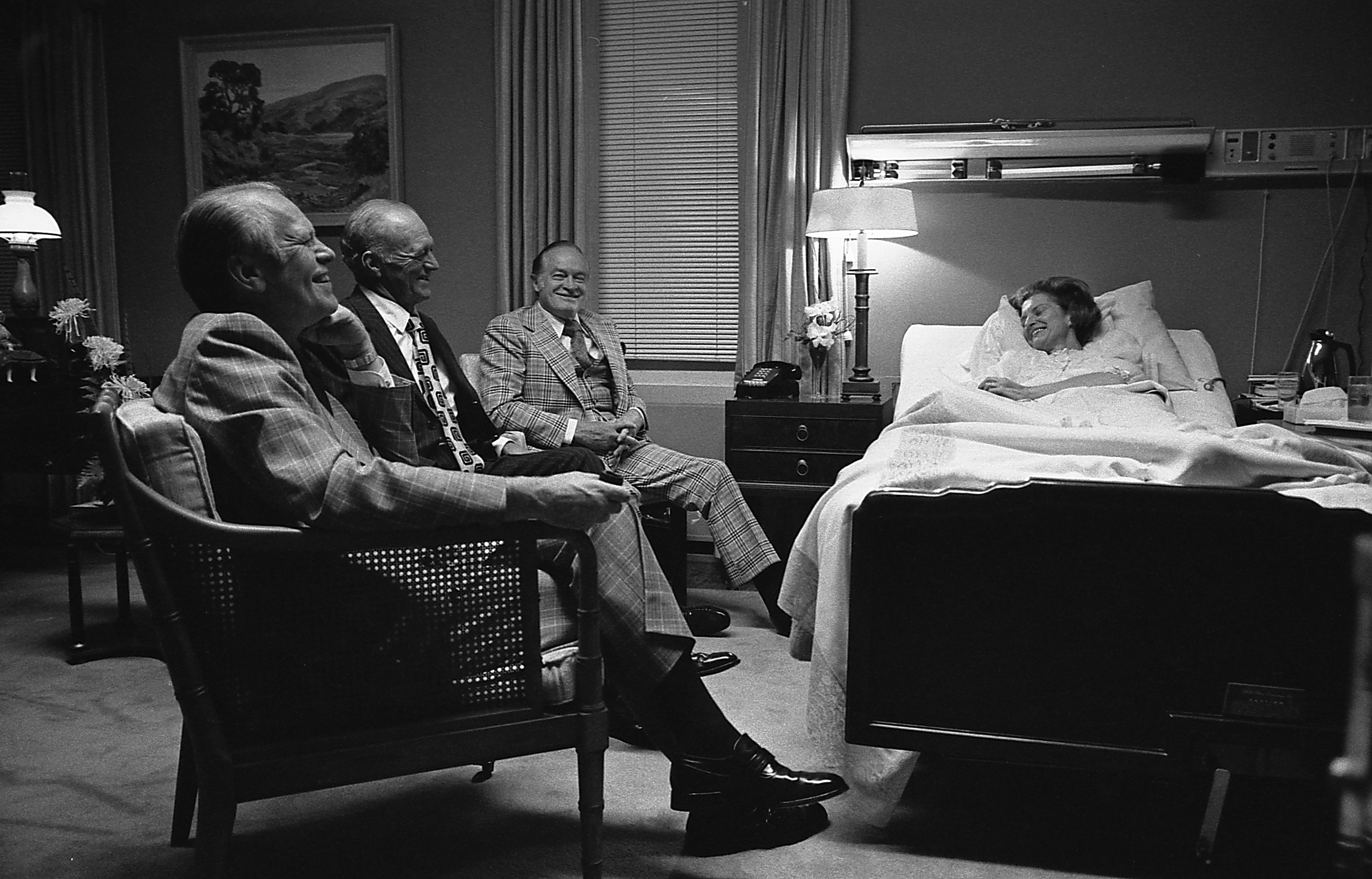
David Hume Kennerly: Prezident Ford, Bob Hope na návštěvě Mrs. Fordové po operaci nádoru prsu, šest týdnů po nástupu do Bílého domu u ní byl zjištěn nádor v pravém prsu, který byl odstraněn radikální mastektomií. Betty svou nemoc zveřejnila, aby upozornila veřejnost na toto nebezpečí.
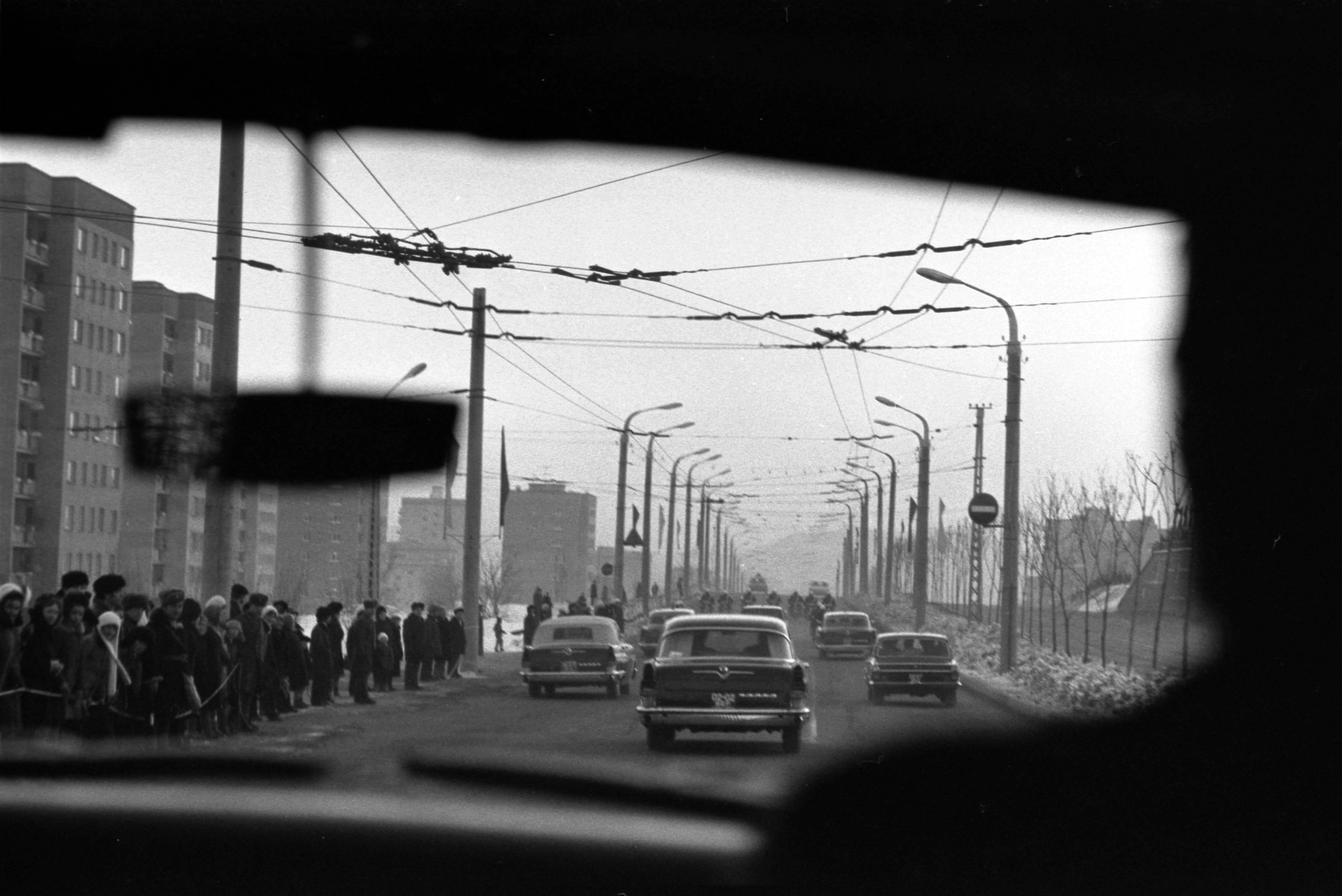
David Hume Kennerly: Prezident Ford při návštěvě Vladivostoku, 1974
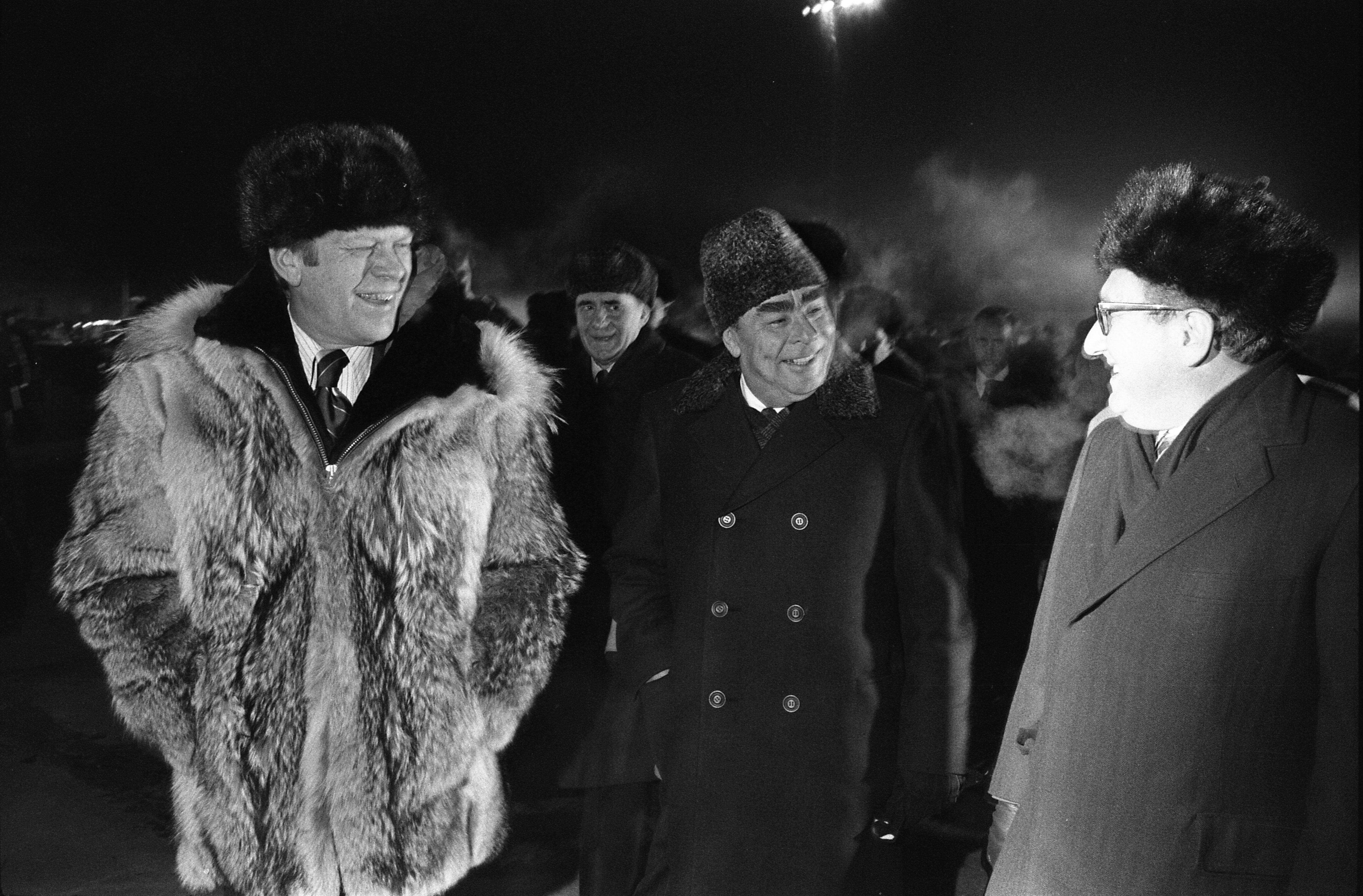
David Hume Kennerly: Prezident Ford při návštěvě Vladivostoku, 1974
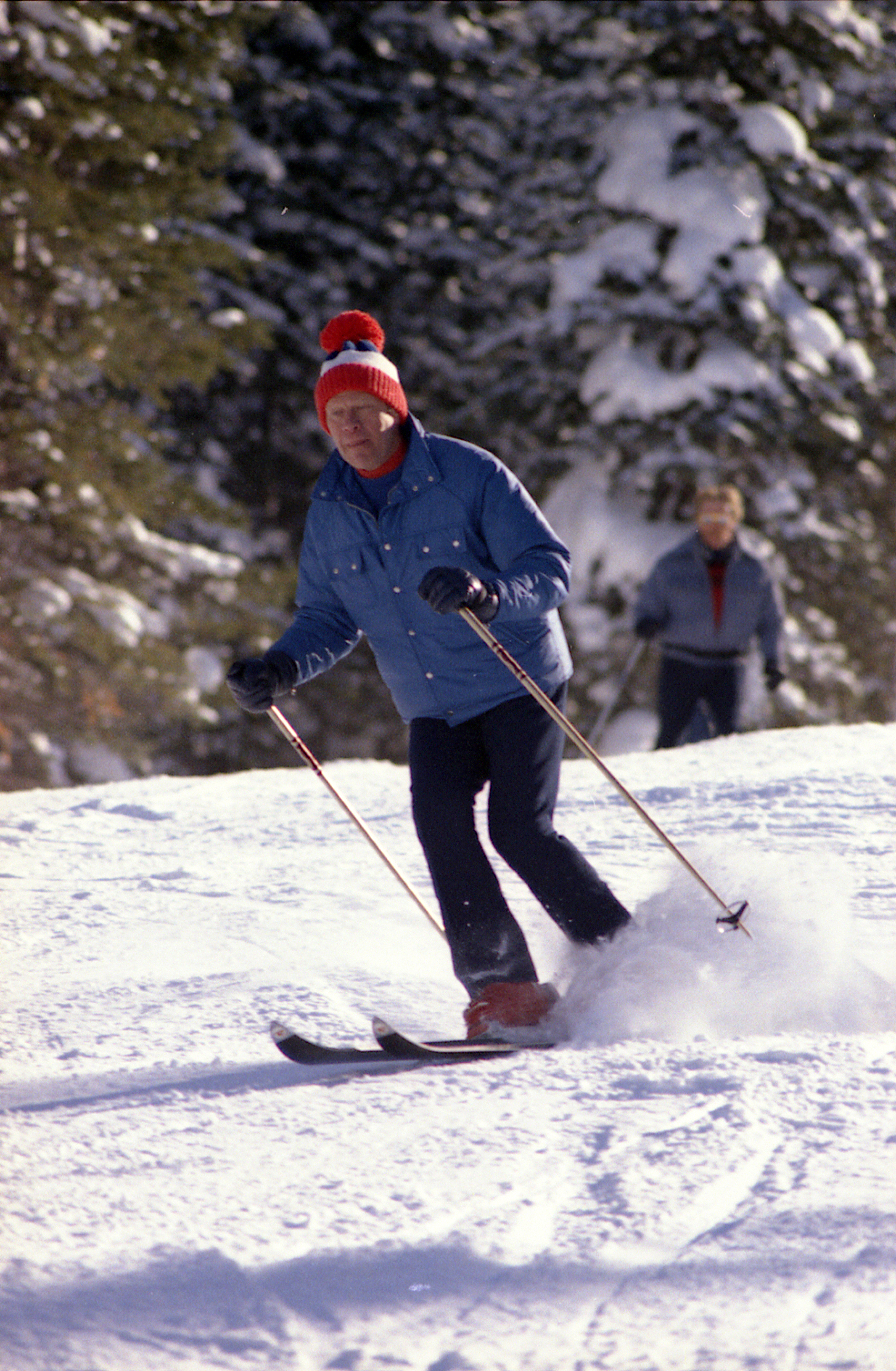
David Hume Kennerly: Prezident Ford na lyžích, Vail, Colorado, 1974.
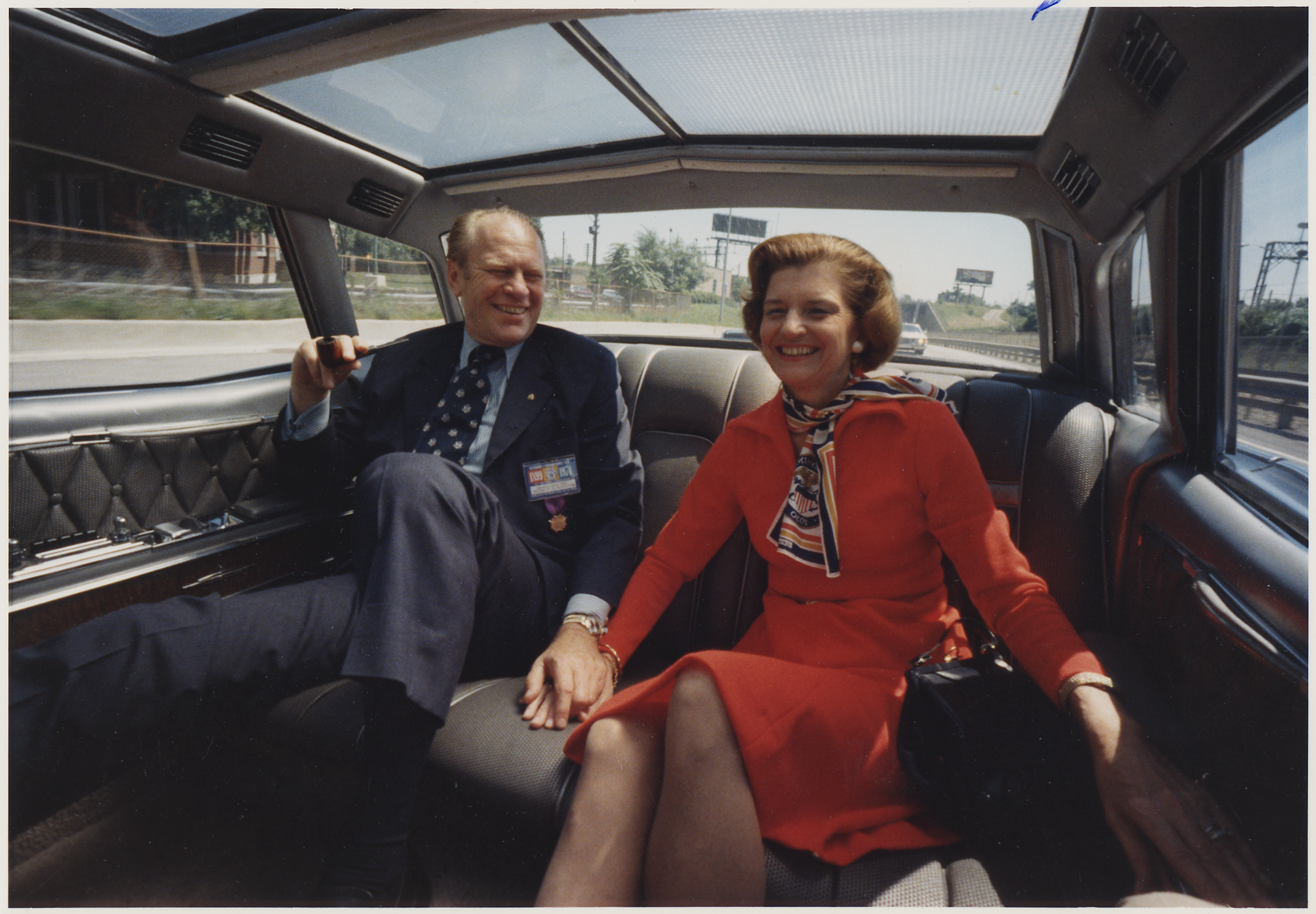
David Hume Kennerly: První pár se drží za ruce v limuzíně, Chicago, Illinois, Freeway, léto 1974
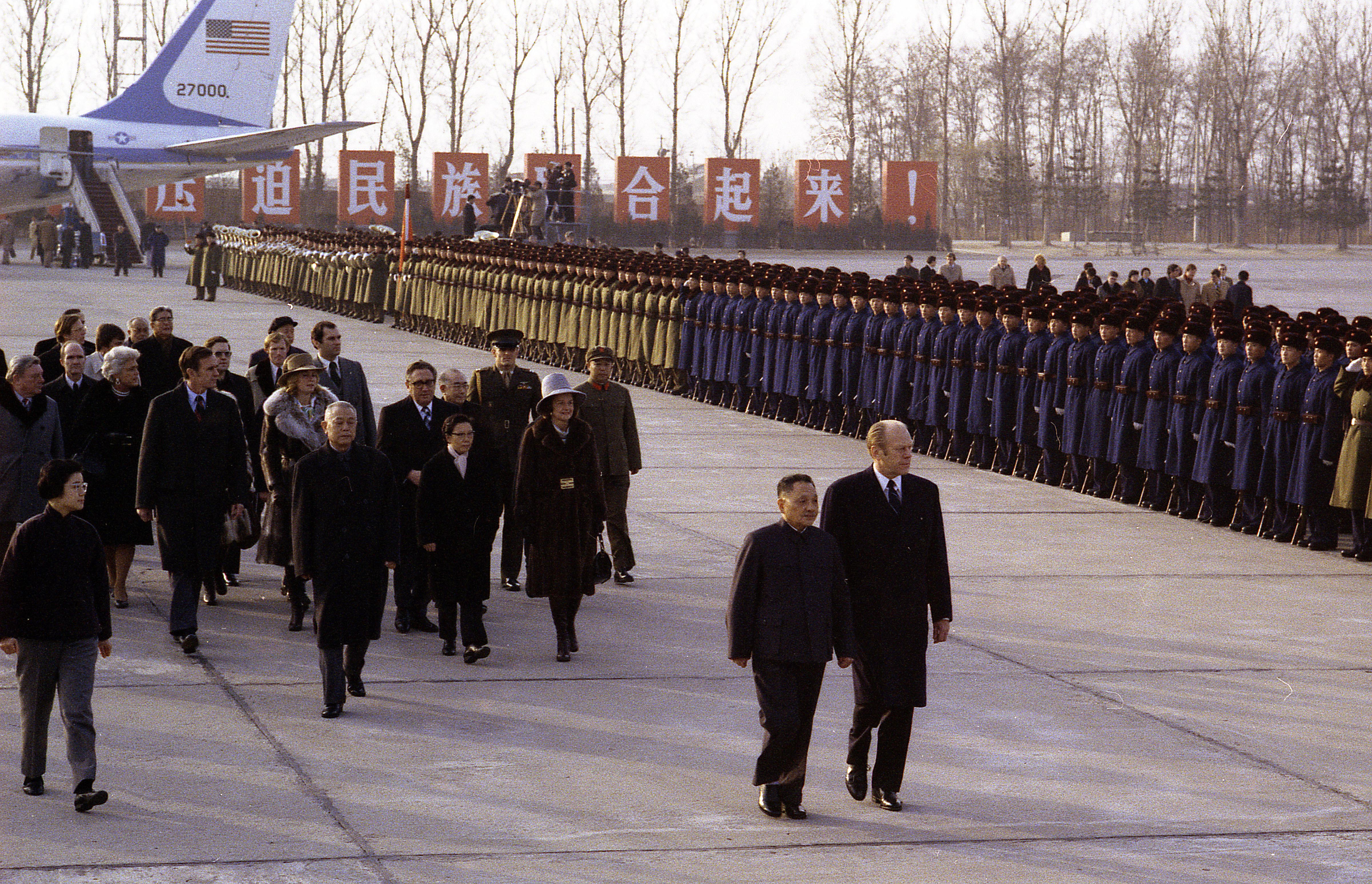
David Hume Kennerly: Prezident v Číně, 1. prosince 1975
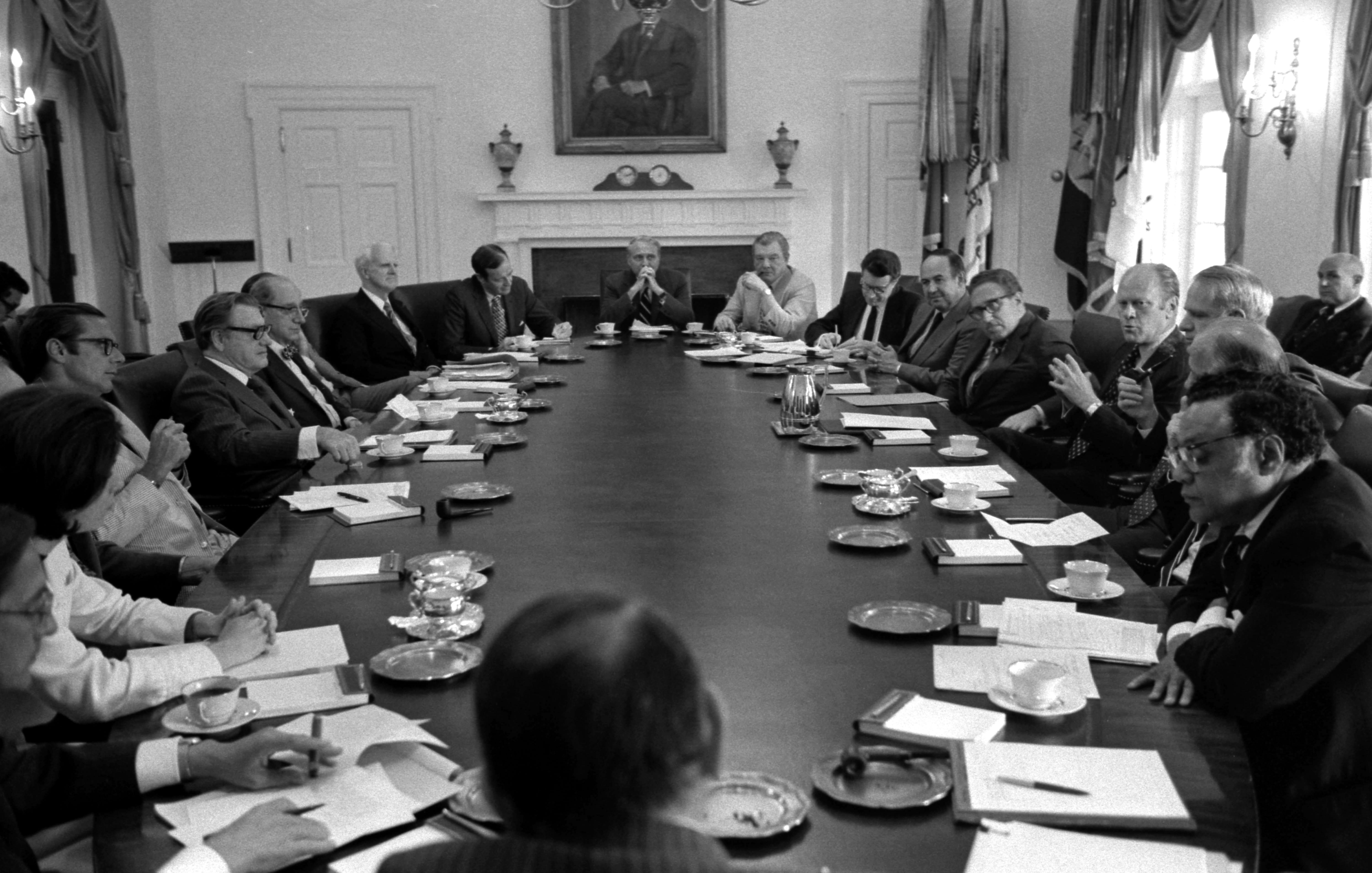
David Hume Kennerly: Prezident Gerald Ford na schůzce svého kabinetu, 25. června 1975
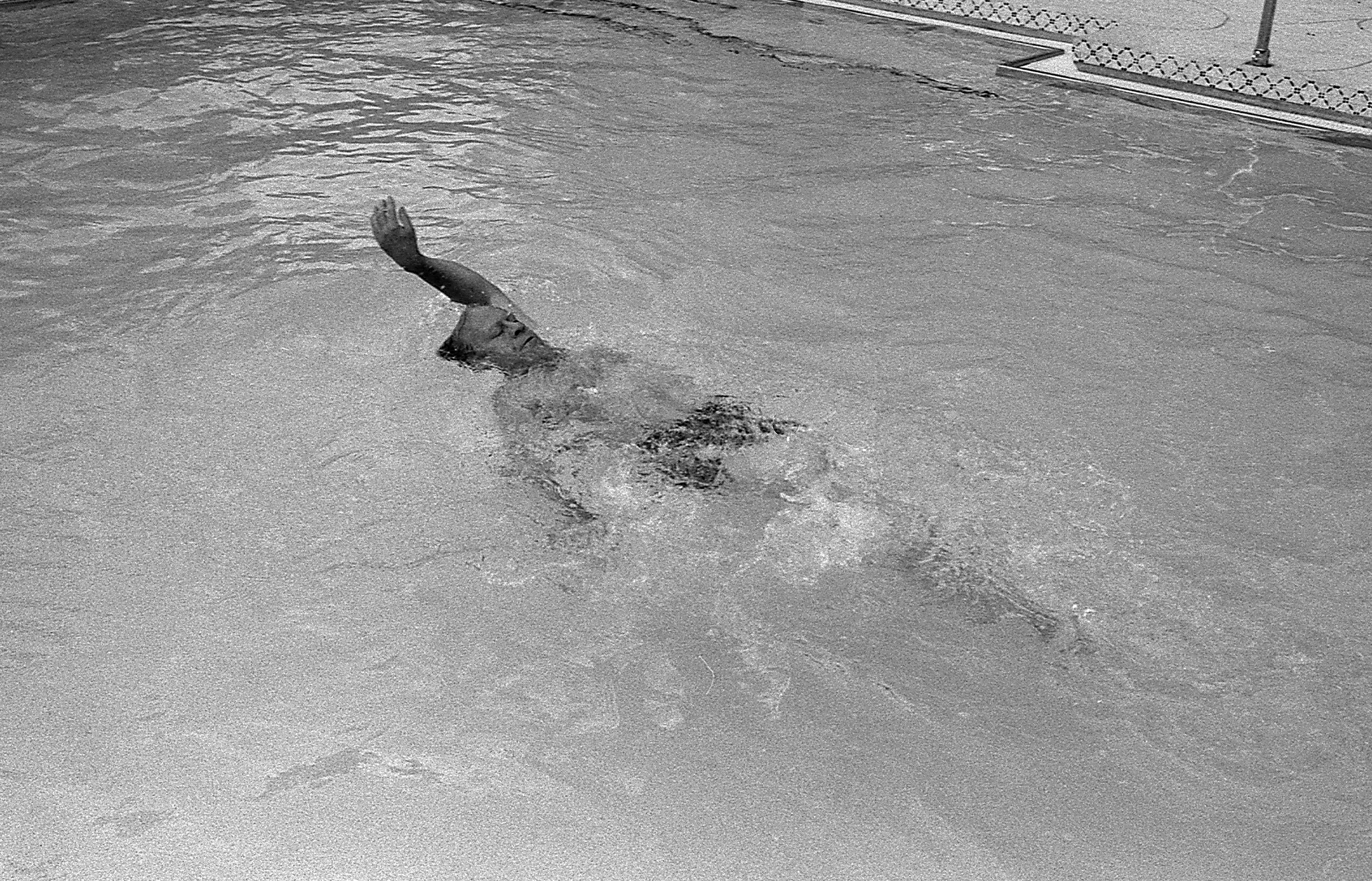
Prezident Ford při plavání v Bílém domě, 1. července 1975
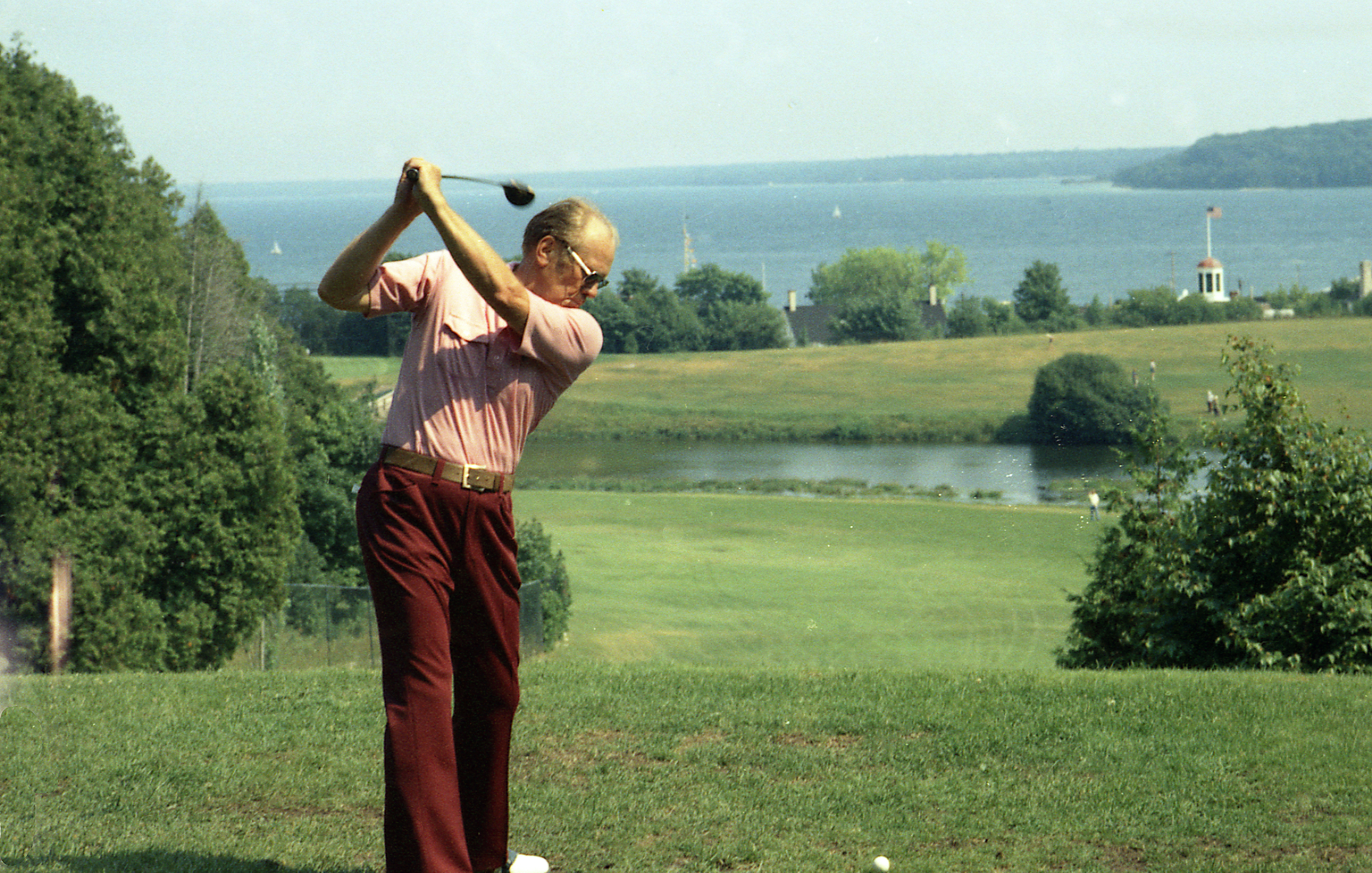
Prezident hraje golf, dovolená na Mackinac Island, Michigan, léto 1975
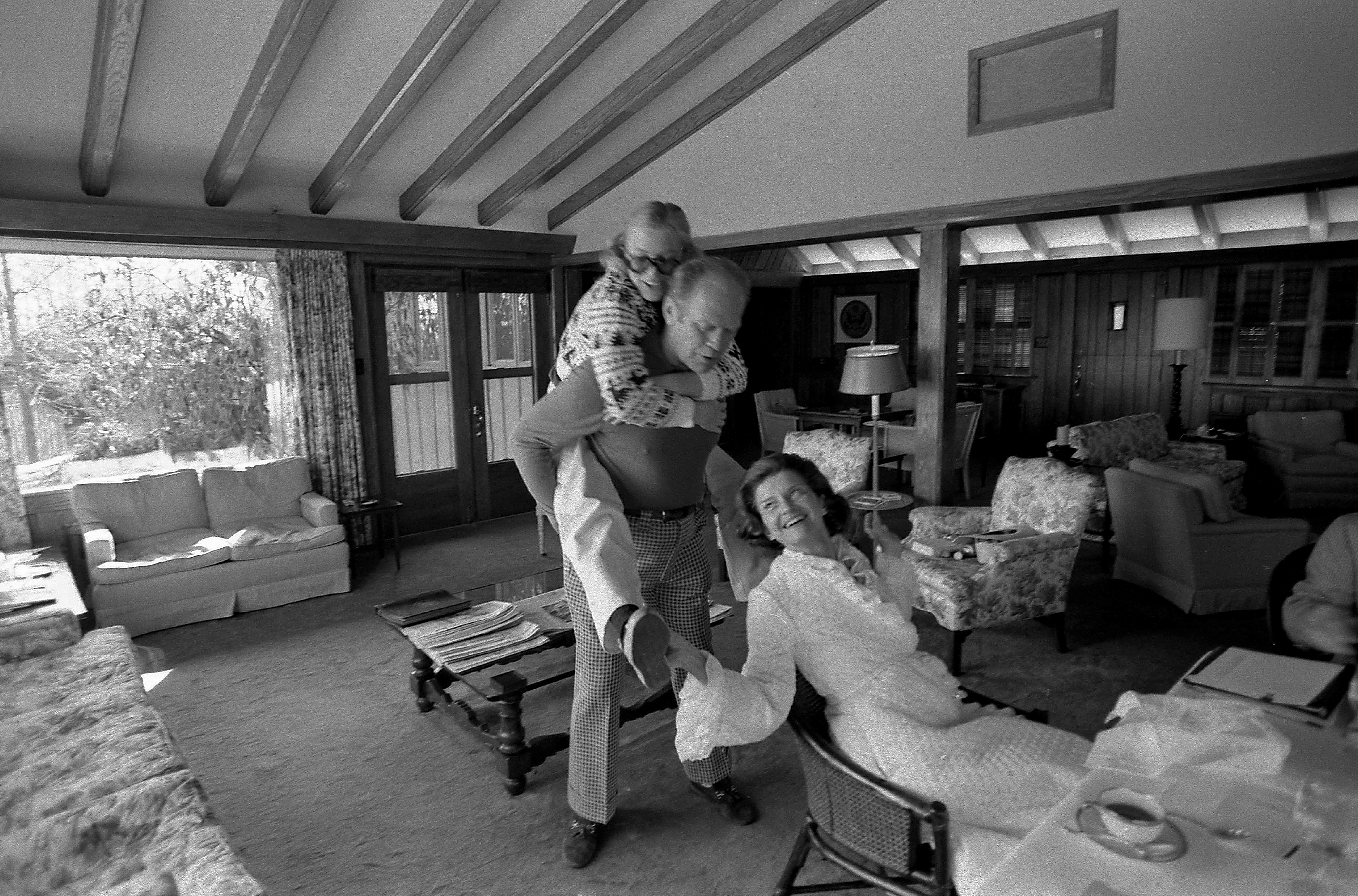
David Hume Kennerly: První rodina USA při hře na koníčka, Camp David, 2. března 1975
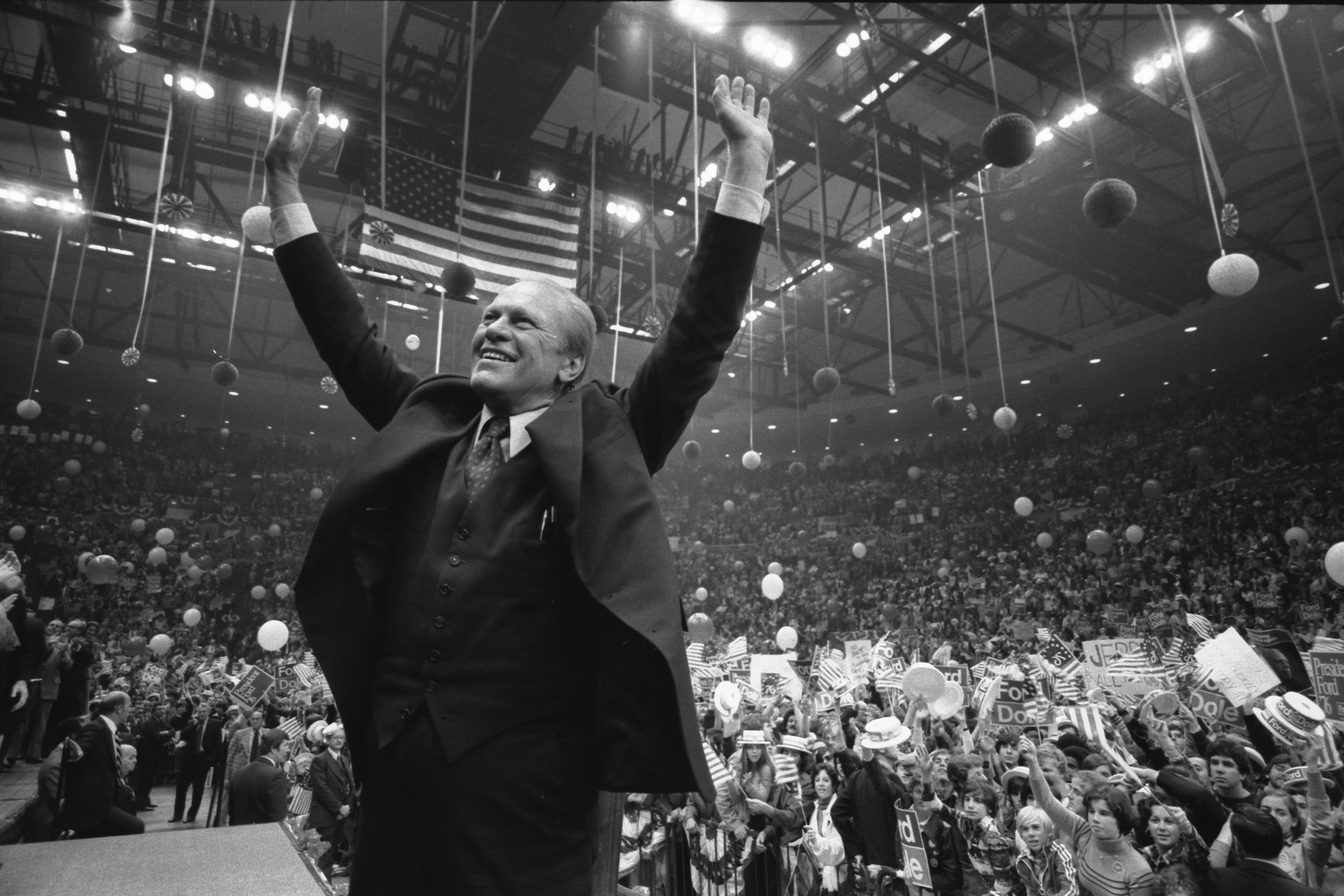
Prezident Gerald Ford během prezidentské kampaně v Nassau County Veterans Coliseum v Hempsteadu, New York před návratem do Michiganu těsně před volbami, 31. října 1976
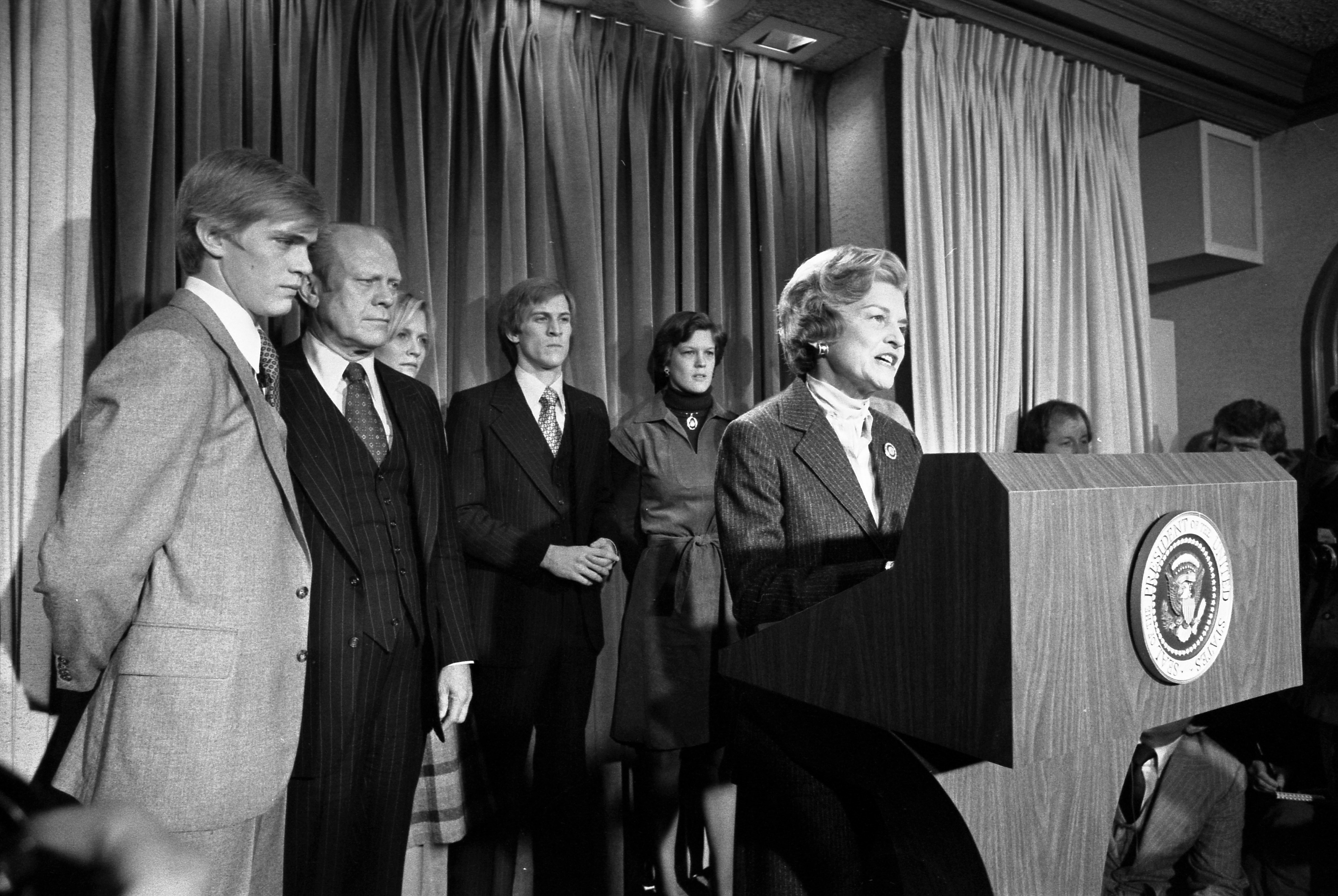
David Hume Kennerly: První dáma Betty Fordová čte projev prezidenta Geralda Forda členům Tiskového centra, na fotografii jsou: Steve, prezident Ford, Susan, Mike a Gayle. Ford kandidoval na prezidenta ve volbách v roce 1976, ale porazil jej demokrat Jimmy Carter. 3. listopadu 1976
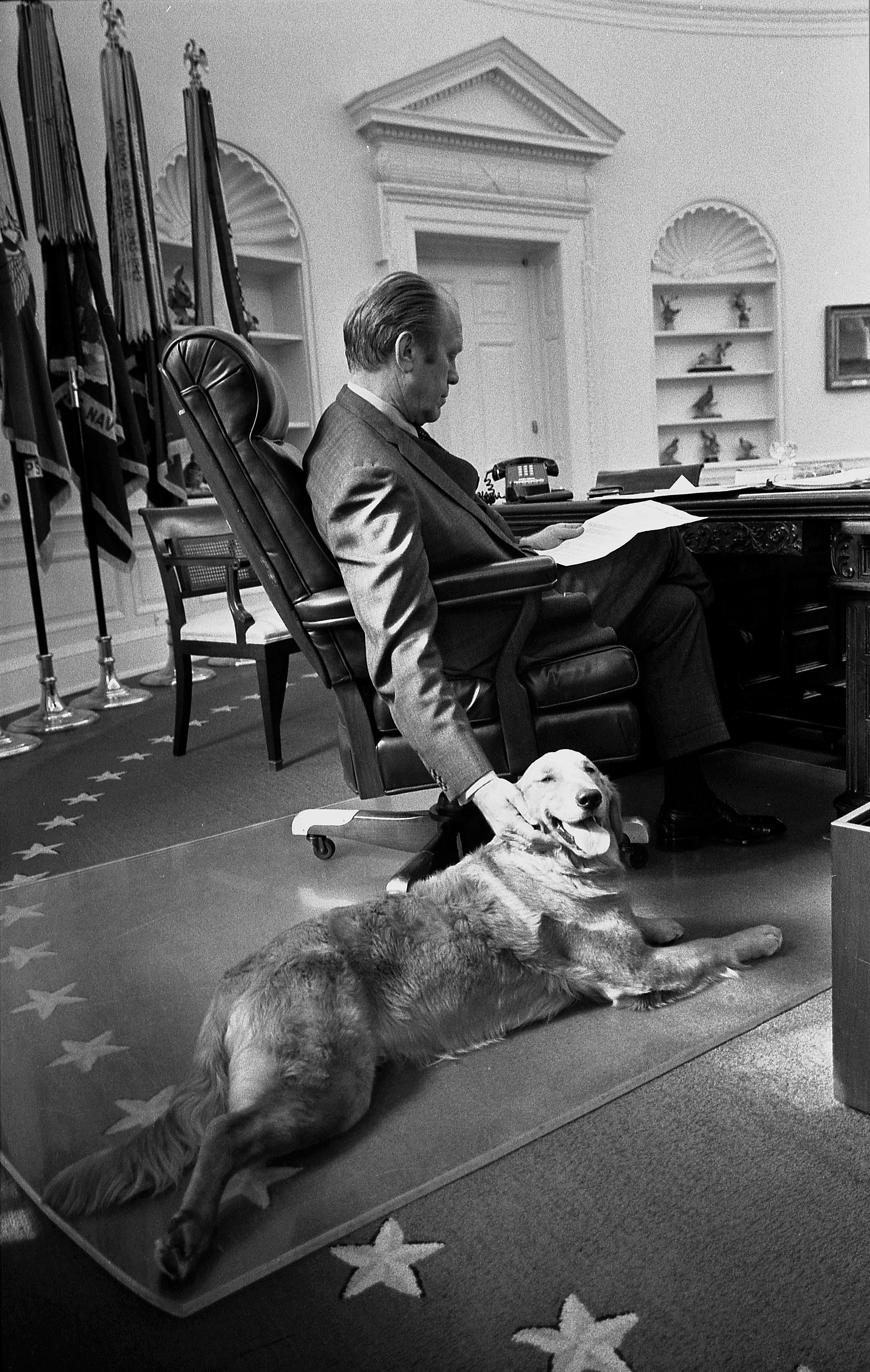
Kennerly: Prezident Ford a jeho pes Liberty v Oválné pracovně, 1974